# Đani Salčin
Đani Salčin, né le 19 mars 2000 à Mostar en Bosnie-Herzégovine, est un footballeur bosnien qui évolue au poste de milieu offensif au FK Velež Mostar.

## Biographie

### En club
Né à Mostar en Bosnie-Herzégovine, Đani Salčin est formé au sein du club du FK Sarajevo. Le 25 mai 2019, il joue son premier match de championnat avec l'équipe première du FK Sarajevo, face au NK GOŠK Gabela. Ce jour-là, il entre en jeu et son équipe remporte la partie (0-2). Il devient champion de Bosnie-Herzégovine avec le FK Sarajevo lors de la saison 2018-2019. Đani Salčin est à nouveau champion en 2019-2020.
Le 16 juillet 2020, il prolonge son contrat jusqu'en 2024 avec son club formateur.
En 2020, Đani Salčin découvre la Ligue des champions, en étant titularisé au poste d'arrière gauche face au Connah's Quay Nomads FC, le 19 août (victoire 0-2 du FK Sarajevo) et le 28 août suivant face au FK Dinamo Brest (défaite 2-1 du FK Sarajevo).
En août 2021 il est prêté au FK Velež Mostar.

### En sélection nationale
Avec l'équipe de Bosnie-Herzégovine des moins de 19 ans, Salčin joue un total de sept matchs, tous en 2018.
Đani Salčin reçoit sa première sélection avec l'équipe de Bosnie-Herzégovine espoirs le 4 septembre 2020, lors d'un match face au Pays de Galles. Il est titulaire au poste d'ailier droit et la Bosnie s'impose par un but à zéro ce jour-là.

### Palmarès
FK Sarajevo
- Championnat de Bosnie-Herzégovine (2) :
  - Champion : 2018-19 et 2019-20.